# Voodoo Gods
Voodoo Gods es un supergrupo estadounidense de death metal y thrash metal, liderada por el baterista africano Alex "Voodoo" von Poschinger, y en la sección instrumental cuenta con numerosos músicos de apoyo internacionales. Sus letras tratan sobre el vudú, hoodoo, anticristianismo, y la agonía del fenómeno natural.

## Discografía
- 2008: Shrunken Head - (EP)[1][2]
- 2014: Anticipation for Blood Leveled in Darkness[3]

## Miembros
- Alex "Voodoo" von Poschinger - batería (2001-presente)

Músicos de apoyo
- Seth Van de Loo - voz (2001-presente) (Centurian, Infected Flesh, Nox, Severe Torture)
- Jacek Hiro - guitarra (2006-presente) (Sceptic, Dies Irae, Never, Virgin Snatch)
- Jean Baudin - bajo (2007-presente) (Element of Surprise), (Nuclear Rabbit)
- David Shankle - guitarra (2007-presente) (David Shankle Group), Manowar, Paradoxx)
- Nergal - voz (2006) (Behemoth)
- Mike Browning - batería, voz (2007) (Morbid Angel, After Death, Nocturnus, Argus, Acheron)
- George "Corpsegrinder" Fisher - voz (2014-presente)[4] (Cannibal Corpse, Paths of Possession, Serpentine Dominion, ex Monstrosity)